# 2000-ні
2000-ні (двохтисячні, нульові) роки — період з 1 січня 2000 до 31 грудня 2009.

## Події

### У світі
- 2002, 1 січня — запровадження євро при готівкових розрахунках в країнах Європейського союзу.
- 2002 — Григорій Перельман довів гіпотезу Пуанкаре.
- 2003 рік оголошено Роком Біблії. Нині існують переклади Біблії на 4 300 мов. В рамках спеціальної місії йде переклад її ще на 1 300 мов.
- 2003, 20 березня — початок війни в Іраку.
- 2003 — розпочав роботу Міжнародний кримінальний суд.
- 4 січня 2004 — Марсохід MER-A (Спіріт) успішно спустився на Марс.
- 21 липня 2004 — на 17-й Конференції із загальної теорії відносності та гравітації в Дубліні, Ірландія, астрофізик Стівен Хокінг у своїй доповіді продемонстрував вирішення проблеми зникнення інформації в чорній дірі, що майже 30 років залишалась невирішеною.
- 24 серпня 2006 — Плутон позбавлений статусу планети.
- 26 серпня 2008 — Південна Осетія та Абхазія визнані Росією незалежними республіками.
- 10 вересня 2008 — Запуск Великого Адронного Коллайдера.
- 2008, 4 листопада  — Президентські вибори у США 2008. Президентом США вибраний Барак Обама — перший афроамериканець, висунутий на цей пост; посідав 2 терміни поспіль.
- криза і обвал дот-комів в Америці (Бульбашка доткомів).
- 1998—2005 — Німеччина: канцлерство Ґергарда Шредера (SPD)[1]. Зближення Німеччини з РФ (надалі Шредер стане «провідником» Путіна у його газовій політиці на Гартленді).

Геополітична ситуація
- 2001, 11 вересня — найкрупніший напад ісламістів на США. Знищений Всесвітній торговий центр, загинуло близько 3000 людей. Терористичний акт 11 вересня 2001 року. Унаслідок «закручування гайок» урядом США відбувається прийняття «Патріотичного акту», посилення й перехід у цифрову епоху стеження, військова кампанія на Середньому Сході тощо
- 2003–2005 — серія безкровних революцій, названих «кольоровими», привела до зміни влади в Грузії, Україні, Киргизстані та Лівані.
- 2002 — Східний Тимор здобув незалежність від Індонезії.
- 2004, 1 травня — Польща, Чехія, Словаччина, Словенія, Угорщина, Латвія, Литва, Естонія, Кіпр і Мальта увійшли до складу Європейського союзу.
- 2006, 3 червня — Чорногорія здобула незалежність на референдумі і стала 192-м членом ООН.
- 2008, 17 лютого — Косово проголосило незалежність від Сербії.
- 2008, 2 квітня — 4 квітня — Саміт країн-членів НАТО в Бухаресті. Україні та Грузії було відмовлено у приєднанні до ПДЧ.
- 2008, 8 серпня – 16 серпня  — Російсько-грузинська війна у Південній Осетії.

### В Україні
Помаранчева революція (2004), Політична криза, розпуск парламенту (2007)
- 2004, 22 листопада — 8 грудня  — Помаранчева революція.
- 2005, травень — Пісенний конкурс Євробачення 2005 у Києві.
- 2006, 3 серпня  — під час другого засідання Загальнонаціонального круглого столу було підписано Універсал національної єдності.
- 2007, 18 квітня  — Україна і Польща здобули право проведення чемпіонату Європи з футболу у 2012 році.
- 2008, 16 травня  — Україна офіційно набула членства у Світовій організації торгівлі.

### Інформаційні технології
- 2000 — HTML визнаний міжнародним стандартом (ISO/IEC 15445:2000).
- 1 січня 2001 — початок 3-ого тисячоліття. З переходом на нове тисячоліття почалася істерія Проблема 2000 року у зв'язку із тим, що, начебто, комп'ютерні системи мали дати збій при переході на цю дату.
- 25 жовтня 2001 — компанія «Майкрософт» випустила операційну систему «Windows XP» — одну з їх найуспішніших. Підтримка цієї ОС припинилась аж у 2013 році.

## Відомі люди

### Політики
| - Віктор Ющенко - Юлія Тимошенко - Віктор Янукович - Леонід Кучма - Олександр Лукашенко - Лех Качинський - Володимир Путін - Дмитро Медведєв - Джордж Буш - Барак Обама - Филип Вуянович - Рауль Кастро - Михайло Саакашвілі - Тоні Блер - Ґордон Браун - Жак Ширак - Ніколя Саркозі - Хосе Луїс Родрігес Сапатеро - Сільвіо Берлусконі - Ґергард Шредер - Анґела Меркель | - Аріель Шарон - Егуд Ольмерт - Ясір Арафат - Жозе Мануел Баррозу - Герман ван Ромпей - Яап де Хооп Схеффер - Андерс Фог Расмуссен - Осама бен Ладен - Саддам Хусейн - Первез Мушарраф - Муаммар Каддафі - Хамід Карзай - Ху Цзіньтао - Махмуд Ахмадінежад - Морі Йосіро - Дзюнітіро Коїдзумі - Абе Сіндзо - Фукуда Ясуо - Но Му Хьон - Кім Чен Ір - Уго Чавес - Шанана Гужмау |

### Церковні та релігійні діячі
- Бенедикт XVI
- Патріарх Кирилл
- кардинал Любомир (Гузар)

### Спорт
| - Майк Тайсон - Майкл Фелпс - Ленс Армстронг - Леннокс Льюїс - Роджер Федерер - Рафаель Надаль - Уле-Ейнер Б'єрндален - Міхаель Шумахер - Володимир Кличко - Віталій Кличко - Наталія Скакун - Ірина Мерлені - Юрій Білоног - Усейн Болт - Олена Ісинбаєва - Фаб'єн Бартез - Зінедін Зідан - Тьєррі Анрі - Олівер Кан - Мірослав Клозе - Лукас Подольскі - Міхаель Баллак - Філіпп Лам - Бастіан Швайнштайгер | - Джанлуїджі Буффон - Фабіо Каннаваро - Андреа Пірло - Алессандро Дель П'єро - Ікер Касільяс - Андрес Іньєста - Хаві Ернандес - Фернандо Торрес - Давід Вілья - Рауль Гонсалес - Девід Бекхем - Майкл Овен - Вейн Руні - Рууд ван Ністелрой - Андрій Шевченко - Роналду - Роналдінью - Роберто Карлос - Кака - Кріштіану Роналду - Ліонель Мессі |

## Померли
- 12 грудня 2002 — Микола Амосов, український (радянський) лікар-кардіохірург.
- 12 грудня 2003 — Гейдар Алієв
- 5 червня 2004 — Рональд Рейган
- 11 листопада 2004 — Ясір Арафат
- 2 квітня 2005 — Іван-Павло II, 264-й Папа Римський, перший в історії Папа-слов'янин.
- 11 березня 2006 — Слободан Мілошевич, президент Югославії.
- 14 березня 2006 — Леннарт Мері
- 10 грудня 2006 — Аугусто Піночет, чилійський диктатор, президент Чилі в 1973–1990 рр.
- 21 грудня 2006 — Ніязов Сапармурат Атаєвич
- 26 грудня 2006 — Джеральд Форд
- 30 грудня 2006 — Саддам Хусейн, іракський політик, Президент Іраку в 1979–2003 рр.
- 23 квітня 2007 — Єльцин Борис Миколайович
- 6 вересня 2007 — Лучано Паваротті, італійський тенор, один з найпопулярніших сучасних оперних виконавців.
- 27 грудня 2007 — Беназір Бхутто, прем'єр-міністр Ісламської республіки Пакистан в 1988–1990 і 1993–1996 роках, перша у новітній історії людства жінка-лідер мусульманської країни.
- 26 вересня 2008 — Пол Ньюман
- 25 червня 2009 — Майкл Джексон